# Level design

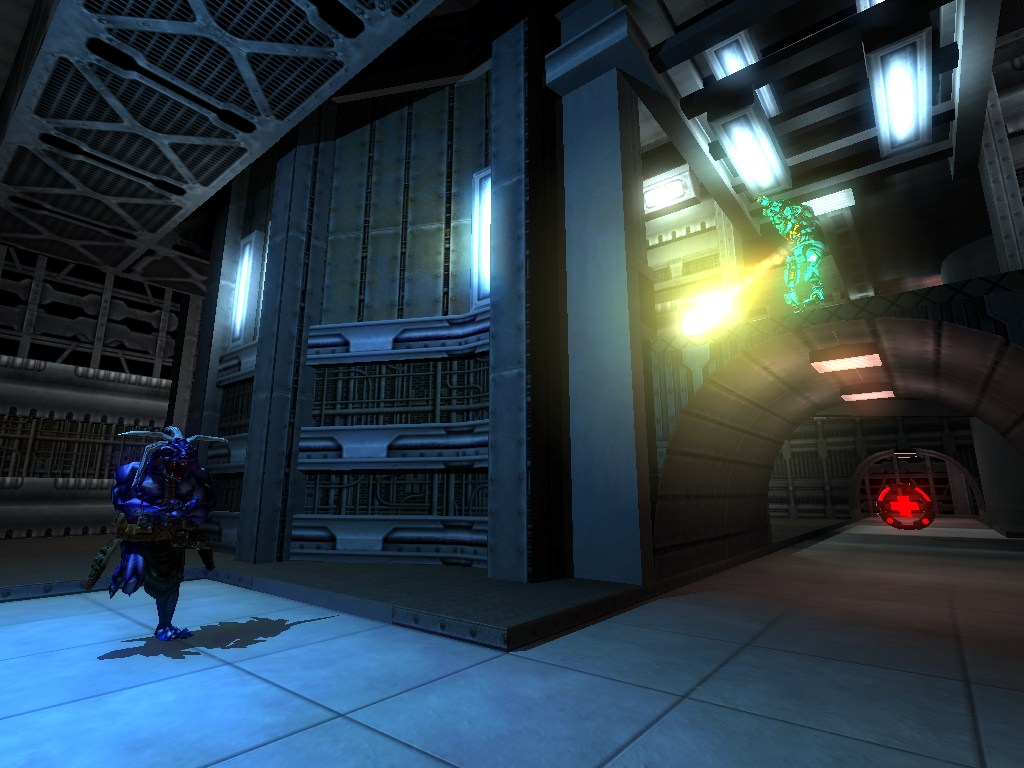
In first-person shooters kunnen hoogteverschillen een voordeel bieden aan een speler.

Level design is het proces van levelontwerp voor computer games. De rol van de level designer verschilt vaak per type game en bedrijf, zo zijn er bij het ontwerpen van levels voor een first person shooter of een platform game verschillende factoren die uniek zijn aan dat genre. Over het algemeen kan gesteld worden dat de level designer verantwoordelijkheid draagt voor het faciliteren van de uiteindelijke spelervaring van een level.
Een level designer is een type game designer. Het specifieke verschil tussen een level designer en een game designer is dat de level designer de elementen gebruikt die door de game designer worden aangeleverd.
Historisch was de level designer vaak ook verantwoordelijk voor de grafische voorgeving van de levels oftewel maps. De term mapper was toen gangbaar. Tegenwoordig zijn games vaak grafisch zo complex dat bij veel bedrijven deze functie is onderverdeeld naar de specialiteiten level designer en environment artist, waardoor de taak van de ontwerper voor velen abstracter is geworden.

## Doelstellingen
Bij het ontwerpen van levels probeert men de beste gameplay te creëren voor het betreffende spel. Andere doelen kunnen zijn: het neerzetten van een realistische omgeving of het vertellen van een verhaallijn.
Levels kunnen de gameplay in een spel beïnvloeden door bepaalde situaties te creëren waarin de speler voor keuzes komt te staan. Bij het ontwikkelen van multiplayer levels voor first person shooters wordt vaak een afweging gemaakt tussen het risico dat een speler moet nemen (zich begeven in een risicovol gebied) en de beloning die de speler uiteindelijk krijgt (bijvoorbeeld een bepaald item, zoals een wapen). In goede first person shooter maps zal bijvoorbeeld een krachtig wapen zich op een risicovolle locatie bevinden terwijl een ongevaarlijk wapen vaak gemakkelijk te verkrijgen is.
De structuur van een level bepaalt ook de gameplay van een level: in real-time strategy spellen beginnen spelers met enkele grondstoffen en ruimte om een basis te bouwen. De andere grondstoffen, die de spelers nodig zullen hebben, worden elders in de map geplaatst zodat de speler wordt aangemoedigd om zijn/haar basis te verlaten (wat risico met zich meebrengt).

## Verborgen onderdelen in levels
Sommige level designers voegen dingen toe aan hun level waar de gemiddelde speler waarschijnlijk niet zal komen maar die wel interessant kunnen zijn voor de toegewijde spelers om te ontdekken. Dit kunnen verborgen of moeilijk te bereiken locaties zijn maar ook verborgen boodschappen. Dit soort toevoegingen worden Easter eggs genoemd.
Op bepaalde verborgen plekken in het level kan bijvoorbeeld een beloning liggen in de vorm van een wapen of munitie. Het spel Quake had veel van dergelijke locaties. In Duke Nukem 3D kon men op bepaalde plekken berichten lezen die alleen te zien waren als men gebruik maakte van nachtzichtapparatuur.

## Gebruikte computerprogramma's

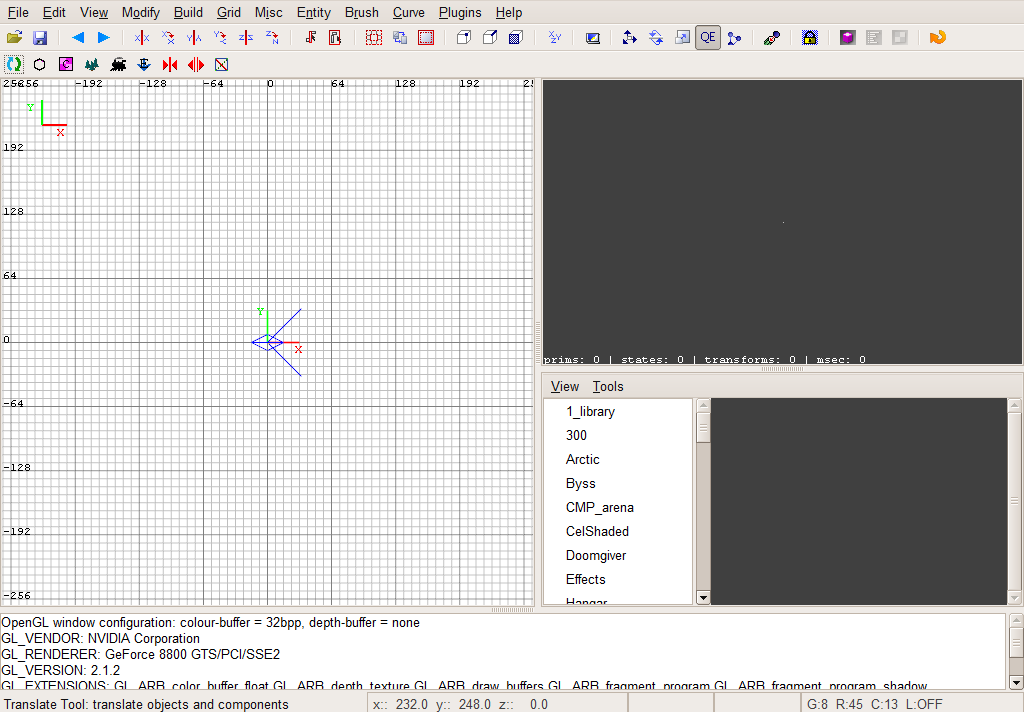
GtkRadiant.

Er zijn veel computerprogramma's waarmee levels ontwikkeld kunnen worden. Hoewel het soms mogelijk is om een level te maken met een algemeen multimedia computerprogramma is het gebruikelijk dat de levels in een eigen formaat worden opgeslagen. De levels worden ontwikkeld met een leveleditor voor de game engine van het computerspel. In de leveleditor wordt een level vormgegeven en vervolgens opgeslagen.
In het levelbestand wordt vaak niet alleen de omgeving opgeslagen maar ook verwijzingen naar de gebruikte mediabestanden (zoals texturen, animatie of geluidsbestanden) zodat het computerspel deze kan laden om het level weer te geven.

## Bugs of andere fouten in levels
Er kunnen fouten of bugs in een level zitten die invloed hebben op de speelbaarheid van een level. De speler kan hierdoor soms onbedoeld een voordeel krijgen ten opzichte van zijn tegenstanders. In competitieve multiplayer levels waar spelers tegen elkaar spelen zijn fouten met name een probleem wanneer een speler er misbruik van kan maken (exploiting).
Om dit soort fouten op te sporen hebben sommige online spellen een community waar alfa- of bètaversies van een map wordt vrijgegeven voordat het level verspreid wordt voor algemeen gebruik. Spelontwikkelaars gebruiken daarnaast ook interne testers om de kwaliteit van een level te waarborgen.